# Francis Allotey
Pour les articles homonymes, voir Allotey.
Francis Kofi Ampenyin Allotey (9 août 1932 - 2 novembre 2017) est un physicien mathématicien ghanéen,.

## Enfance et éducation
Allotey est né le 9 août 1932 dans la ville de pêcheurs de Saltpond (en) dans la région centrale du Ghana de Joseph Kofi Allotey, un marchand de produits de base du Royal Sempe Mankrado We, Accra et Alice Esi Nyena Allotey, couturière de la famille Royal Dehyena de Enyan Owomase et Ekumfi Edumafa, dans la région centrale du Ghana,,. Son père possède une librairie. Pendant son enfance, Allotey passe son temps libre dans la librairie de son père à lire les biographies de scientifiques célèbres qui ont piqué son intérêt pour la science. Il est élevé dans le culte catholique romain. Il fait ses études primaires à l'école catholique St. John the Baptist de Saltpond et fait partie du groupe pionnier du Ghana National College lorsque l'école est fondée en juillet 1948 par Kwame Nkrumah. Après ses études secondaires, il fréquente le University Tutorial College au Ghana et le London Borough Polytechnic. Il est titulaire d'une maîtrise et d'un doctorat de l'université de Princeton et du diplôme de l'Imperial College (en), obtenu en 1960,. Il est instruit par le physicien pakistanais lauréat du prix Nobel, Abdus Salam en tant qu'étudiant de premier cycle à l'Imperial College. Pendant son séjour à Princeton, il est encadré par de nombreux physiciens tels que Robert Dicke, Val Logsdon Fitch, Robert Oppenheimer, Paul Dirac et Chen Ning Yang.

## Carrière
Il est connu pour le formalisme d'Allotey issu de ses travaux sur la spectroscopie des rayons X mous. Il est le récipiendaire de 1973 du prix UK Prince Philip Golden Award pour son travail dans ce domaine. Membre fondateur de l'Académie africaine des sciences, il est devenu en 1974 le premier professeur ghanéen de mathématiques et chef du Département de mathématiques, puis doyen de la Faculté des sciences de l'université des sciences et technologies Kwame Nkrumah,. Il est également le directeur fondateur du KNUST Computer Center avant d'assumer ses fonctions de vice-chancelier professionnel de l'université.
Allotey est président de l'Académie ghanéenne des arts et des sciences (2011-2014) et membre d'un certain nombre d'organisations scientifiques internationales, y compris le Centre international de physique théorique (ICTP) Abdus Salam depuis 1996. Il est également président de l'institut ghanéen de physique et président fondateur de l'African Physical Society. Il contribue à faire adhérer le Ghana à l'Union internationale de physique pure et appliquée (IUPAP), ce qui en fait l'un des premiers pays africains à rejoindre l'Union. Il collabore avec l'IUPAP et l'ICTP pour encourager l' enseignement de la physique dans les pays en développement à travers des ateliers et des conférences afin de sensibiliser le continent.
Allotey est président du conseil d'administration de l'institut de technologie d'Accra (en), président de l'institut africain des sciences mathématiques du Ghana. Il est membre honoraire de l'institut de physique. Il est membre honoraire de la Nigerian Mathematical Society, entre autres. Il est consultant pour de nombreuses institutions internationales telles que l'UNESCO, l'AIEA et l'ONUDI. Il est également vice-président de la 7e Assemblée générale du bureau intergouvernemental de l'informatique (en) (IBI). Il a également contribué à l'avancement de l'enseignement de l'informatique en Afrique et a travaillé en étroite collaboration avec des organisations telles que IBM International et la Fédération internationale pour le traitement de l'information,. En 2004, il était le seul Africain parmi les 100 physiciens et mathématiciens les plus éminents au monde à être cité dans un livre intitulé « One hundred reasons to be a scientist ».
La Professor Francis Allotey Graduate School est créée en 2009 à l'institut de technologie d'Accra,. L'institut offre des maîtrises en administration des affaires et en génie logiciel et des programmes de doctorat en technologie de l'information et en philosophie. Le gouvernement du Ghana lui décerne le Millennium Excellence Award en 2005 et lui dédie un timbre-poste en son honneur. En 2009, il est décoré de l'Ordre de la Volta et reçoit à titre posthume le Prix du génie africain Osagyefo Kwame Nkrumah en 2017 . Il aide à créer l'institut africain des sciences mathématiques au Ghana en 2012,.

## Vie privée
Allotey épouse Edoris Enid Chandler de la Barbade, qu'il rencontre alors qu'ils étudient tous les deux à Londres. Ils ont deux enfants, Francis Kojo Enu Allotey et Joseph Kobina Nyansa Allotey. Chandler est décédé en novembre 1981. Il s'est ensuite remarié avec Ruby Asie Mirekuwa Akuamoah. Ensemble, ils ont élevé ses deux enfants, Cilinnie et Kay. Akuamoah est décédée en octobre 2011. En tout, Allotey avait quatre enfants et 20 petits-enfants.

## Mort et funérailles d'État
Francis Allotey est décédé de causes naturelles le 2 novembre 2017. Le gouvernement ghanéen lui a accordé des funérailles d'État en reconnaissance de sa contribution à l'avancement de la science et de la technologie au Ghana. Son corps a été enterré dans sa ville natale, Saltpond.